# Vilafamés-CD Playas de Castellón FS
Vilafamés CD Playas de Castellón Fútbol Sala es el equipo español de fútbol sala filial del Playas de Castellón FS y  que milita en la 3ª División de la RFEF. 
El equipo formó parte como filial del Playas de Castellón FS con motivo del acuerdo sellado en el verano de 2012. Disputa sus encuentros en el Polideportivo Municipal de Villafamés (Castellón) España.